# フリスコ (テキサス州)
フリスコ（英: Frisco）は、アメリカ合衆国テキサス州のコリン郡とデントン郡に跨る都市である。人口は20万0509人（2020年）であり、3万3714人（2000年）から急速に増加した。1990年代後半にダラス都市圏の開発の波がフリスコに押し寄せ、2000年代の爆発的成長となった。一般的にダラス北側の衛星都市は専門職に人気のあるベッドタウンとなっている。
フリスコは2003年以来、全米アーバーデイ基金によって「アメリカ合衆国樹木の都市」と指定を受けている。2007年には3年連続してアーバーデイ基金成長賞を受賞した。この賞はその地域社会の中で環境改善と高いレベルの樹木の世話および保存を果たしてきたことを認めるものである。雑誌「フォーブス」の2007年の調査では、フリスコが全米で7番目に成長速度の高い郊外地になっていた。

## 歴史
ダラスの地域がアメリカ人開拓者によって開拓されたとき、昔のショーニー・トレイルに沿って開拓者の多くは荷車隊を引いてきた。この道はオースティンから北へ牛を追うときにも使われた。これが後にプレストン・トレイル、さらにプレストン道路となった。プレストン道路はテキサス州全体でも最古の南北方向道路の一つだった。この活動全てとともに道沿いにあったレバノンの町が設立され、1860年には郵便局が作られた。1902年、セントルイス・サンフランシスコ鉄道がこの地域を通るようになり、蒸気機関車に給水するために沿線には間隔を置いた給水所が必要になった。現在のレバノンがある所はプレストンリッジにあり、標高が非常に高かったので、給水所は約4マイル (6 km) 西の低地に置かれた。この列車停車駅周辺に町ができた。レバノンの住人は実際に丸太でできた新しい町にその家を移した。この新しい町は当初エマーソンと呼ばれたが、テキサス州にある別の町に似通っていたのでアメリカ合衆国郵便公社がこの名前を却下した。1904年、町の住民は町が造られる基になったセントルイス・サンフランシスコ鉄道に敬意を表して「フリスコシティ」と名付けた。さらに後に「シティ」が取れて「フリスコ」となった。

## 地理
フリスコは北緯33度8分29秒 西経96度48分47秒 / 北緯33.14139度 西経96.81306度に位置する。アメリカ合衆国国勢調査局に拠れば、市域全面積は70.0平方マイル (181.4 km2)、このうち陸地は69.9平方マイル (181.0 km2)、水域は0.2平方マイル (0.4 km2)で水域率は0.23％である

### 気候
フリスコは湿潤亜熱帯気候にあると考えられる。

### 主要高規格道路
- ダラス北有料道路
- テキサス州道121号線（ サム・レイバーン有料道路）
- テキサス州道289号線（プレストン道路）
- アメリカ国道380号線

## 人口動態
以下は2000年の国勢調査による人口統計データである。
| 基礎データ - 人口: 33,714人（2010年：116,989人） - 世帯数: 12,065世帯 - 家族数: 9,652家族 - 人口密度: 186.3人/km2（482.4人/mi2） - 住居数: 13,683軒 - 住居密度: 75.6軒/km2（195.8軒/mi2） 人種別人口構成 - 白人: 87.25% - アフリカン・アメリカン: 3.76% - ネイティブ・アメリカン: 0.38% - アジア人: 2.35% - 太平洋諸島系: 0.03% - その他の人種: 4.33% - 混血: 1.89% - ヒスパニック・ラテン系: 11.02% 年齢別人口構成 - 18歳未満: 30.7% - 18-24歳: 5.3% - 25-44歳: 45.9% - 45-64歳: 14.5% - 65歳以上: 3.6% - 年齢の中央値: 31歳 - 性比（女性100人あたり男性の人口） - 総人口: 98.2 - 18歳以上: 96.2 | 世帯と家族（対世帯数） - 18歳未満の子供がいる: 46.7% - 結婚・同居している夫婦: 71.3% - 未婚・離婚・死別女性が世帯主: 6.3% - 非家族世帯: 20.02% - 単身世帯: 15.6% - 65歳以上の老人1人暮らし: 1.7% - 平均構成人数 - 世帯: 2.78人 - 家族: 3.13人 収入と家計（2007年推計） - 収入の中央値 - 世帯: 93,478 米ドル - 家族: 102,620米ドル - 性別 - 男性: 58,620米ドル - 女性: 37,440米ドル - 人口1人あたり収入: 34,089米ドル 全国平均：21,587米ドル - 貧困線以下 - 対人口: 3.4% - 対家族数: 2.2% - 18歳未満: 3.0% - 65歳以上: 3.9% |

## 経済

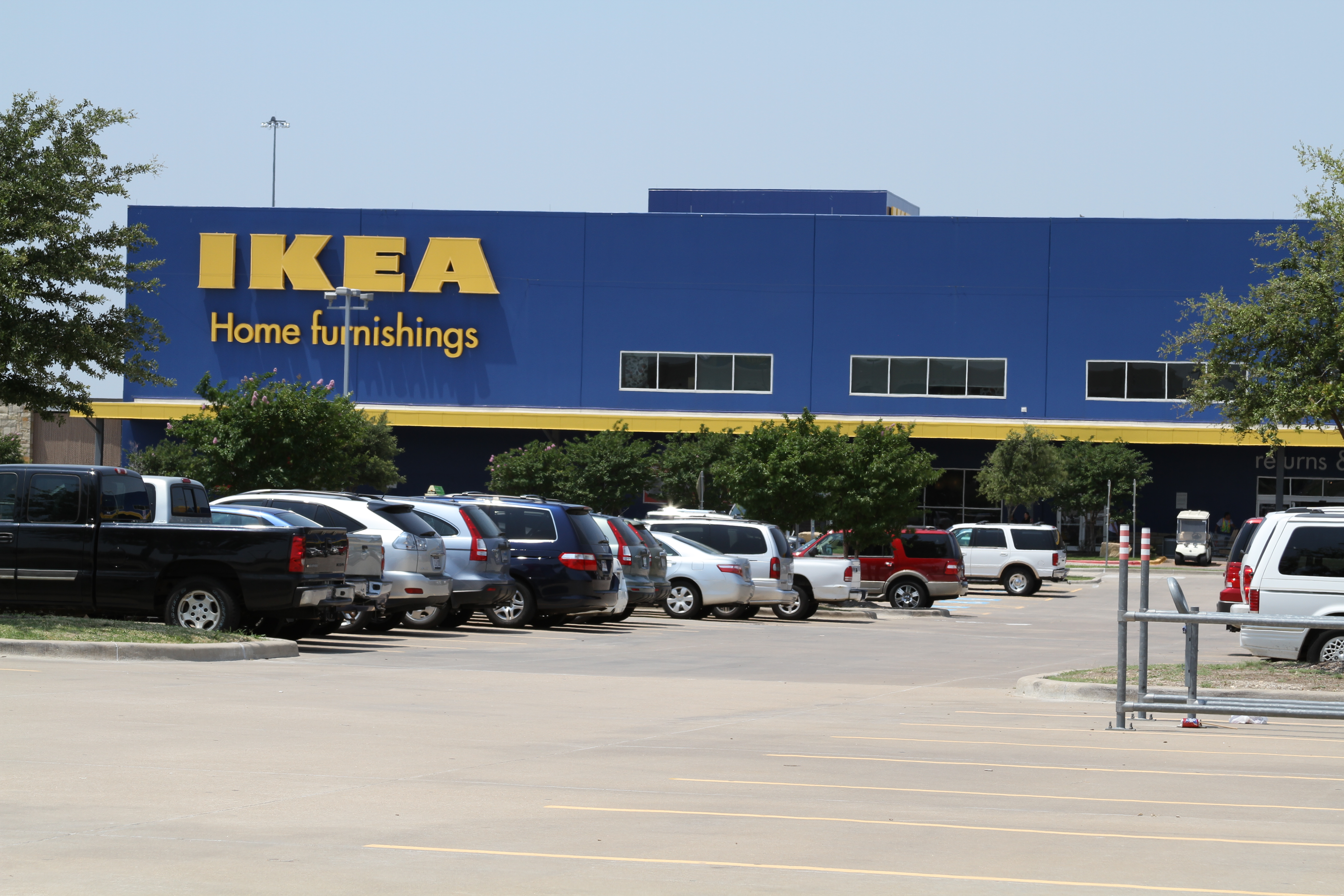
フリスコにあるイケア

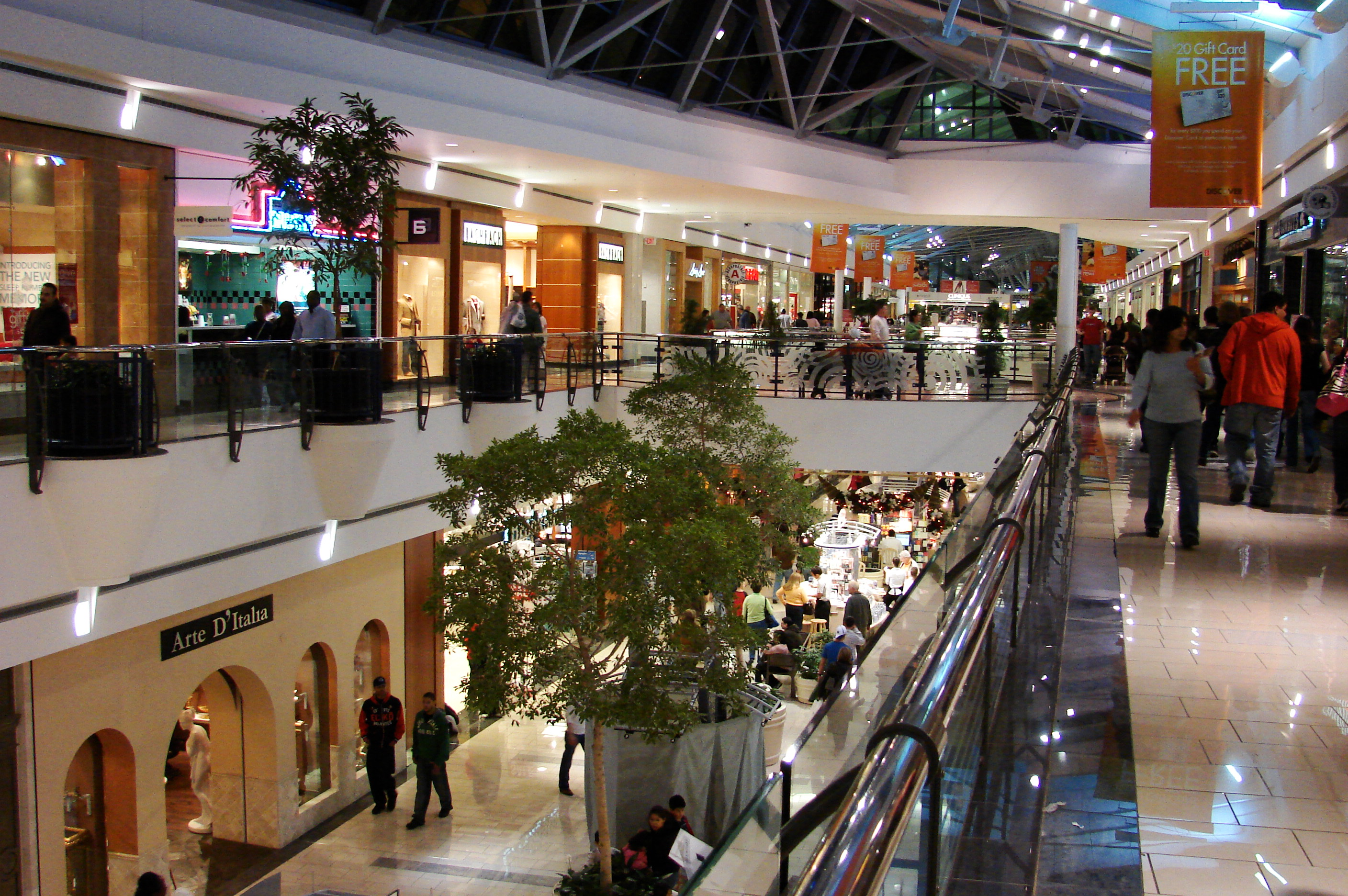
ストーンブライア・モールの屋内

ダラスの多くの郊外地と同様にフリスコには、165店舗のショッピングセンターであるストーンブライア・センター（2000年8月オープン）、売り場面積310,000 平方フィート (28,800 m2) の家具店イケア（2005年オープン）など数多い小売業が集積している。小売店やレストラン・チェーン店が、市内を南北に抜ける幹線道路であるプレストン道路に並んでいる。
フリスコは他の周辺都市と比べて異なる経済推進方向を採り、消費税の一部を地域交通システムであるDARTではなく、フリスコ経済開発法人の予算手当てに振り向けることを選んだ。その目的は税金を商業関連事業に振り向けることであるフリスコ経済開発法人の効果については町の討議事項になっている。
フリスコは新しい中心街となる多目的開発であるフリスコ・スクエアも設立した。フリスコ・スクエアには約250の賃貸住宅、7つのレストラン、約40,000平方フィート (3,700 m²) の商業事務スペース、および幾つかの私有サービス地がある。このプロジェクトの主要な開発は市役所と図書館本館であり、また公共広場である。2010年12月にはシネマーク・シアターズ映画館がオープンした。
市の発行する2008年包括的年間財政報告書に拠れば、市内の主要雇用主10傑は以下の通りである。
| 順位 | 雇用主                                                 | 従業員数 | 雇用数の構成比 |
| ---- | ------------------------------------------------------ | -------- | -------------- |
| 1    | フリスコ独立教育学区                                   | 4,200    | 9.58%          |
| 2    | TモバイルUSA                                           | 1,500    | 3.42%          |
| 3    | フリスコ市                                             | 1,096    | 2.50%          |
| 4    | ロドマン・イクスカベーション                           | 800      | 1.83%          |
| 5    | コリン郡 - プレストンリッジ                            | 550      | 1.25%          |
| 6    | アメリソース・バーゲン・スペシャルティ・グループ       | 500      | 1.14%          |
| 7    | CLA USA, Inc                                           | 450      | 1.03%          |
| 8    | イケア・フリスコ                                       | 400      | 0.91%          |
| 9    | マリオ・シナコラ・アンド・サンズ・イクスカベーティング | 400      | 0.91%          |
| 10   | ターゲット                                             | 350      | 0.80%          |

## 政治

### 市政府
フリスコ市は自治都市である。フリスコ市の有権者は1987年に自治（ホームルール）憲章を採択した。2002年5月、フリスコ住民は憲章の改訂について住民投票を行い、19の命題を承認した。
フリスコ市が採用している政府の形態は市政委員会・シティマネジャー方式であり、全市を選挙区として選出される1人の市長と6人の市制委員からなる市制委員会およびシティマネジャーによって運営されている。市制委員の任務は市の法（条例）を執行し、予算を採択し、方針を決め、シティマネジャーと市書記官を指名することである。
市の発行する2008年包括的年間財政報告書に拠れば、市の財政は歳入2億2,720万ドル、歳出1億8,440万ドル、総資産16億4,700万ドル、負債7億5,310万ドル、現金と投資額1億5,930万ドルとなっている。

### 教育

#### 初等・中等教育
フリスコ市の大半はフリスコ独立教育学区に属している。一部はルイスビル独立教育学区、リトルエルム独立教育学区およびプロスパー独立教育学区に入っている。
フリスコ独立教育学区にはフリスコ高校など高校が6校ある。7番目の高校を建てる予算が承認されており、8番目の高校も2018年までには完成を目指している。
中学校は12校ある。また小学校は30校ある。さらにフリスコ独立教育学区職業技術教育センターがあり、高校の生徒が獣医学から広告やグラフィックデザインまで様々な職業を経験し試すことができる。

#### 高等教育
コミュニティ・カレッジ地区に入るコリン・カレッジのプレストンリッジ・キャンパスが1995年8月にフリスコのウェード・ブールバード沿いに開校した。ダラス・バプテスト大学が2006年1月にフリスコのホールオフィスパークに地域アカデミックセンターをオープンした。ウォーレン・パークウェイとインターネット・ブールバードに面している。アンバートン大学はパークウッド・ブールバード北とウォーレン・パークウェイ沿いに地元キャンパスを構えている。2008年、フリスコ独立教育学区も職業技術教育センターをオープンした。ダラス大学はキャロルトン・キャンパスをフリスコに移転させた。

## レクリエーション
フリスコはフリスコ・アスレチックセンターを建設した。これは面積18,000平方フィート (1,700 m2) の屋内水泳施設と40,000平方フィート (3,700 m²) の屋外水泳施設である。地域住民はこの施設を「レックセンター」と呼ぶことがある。ここには大型の運動設備や集団競技の設備もある。

## スポーツ
フリスコには幾つかのスポーツ会場、全米プロゴルフ協会本部、NCAAディビジョンI競技連盟、NHLのホッケーチーム、メジャーリーグサッカーのクラブ、マイナーのホッケーリーグとそのチーム、マイナーリーグの野球チーム、および最近追加されたNBAゲータレード・リーグのバスケットボールチームがある。

### 会場

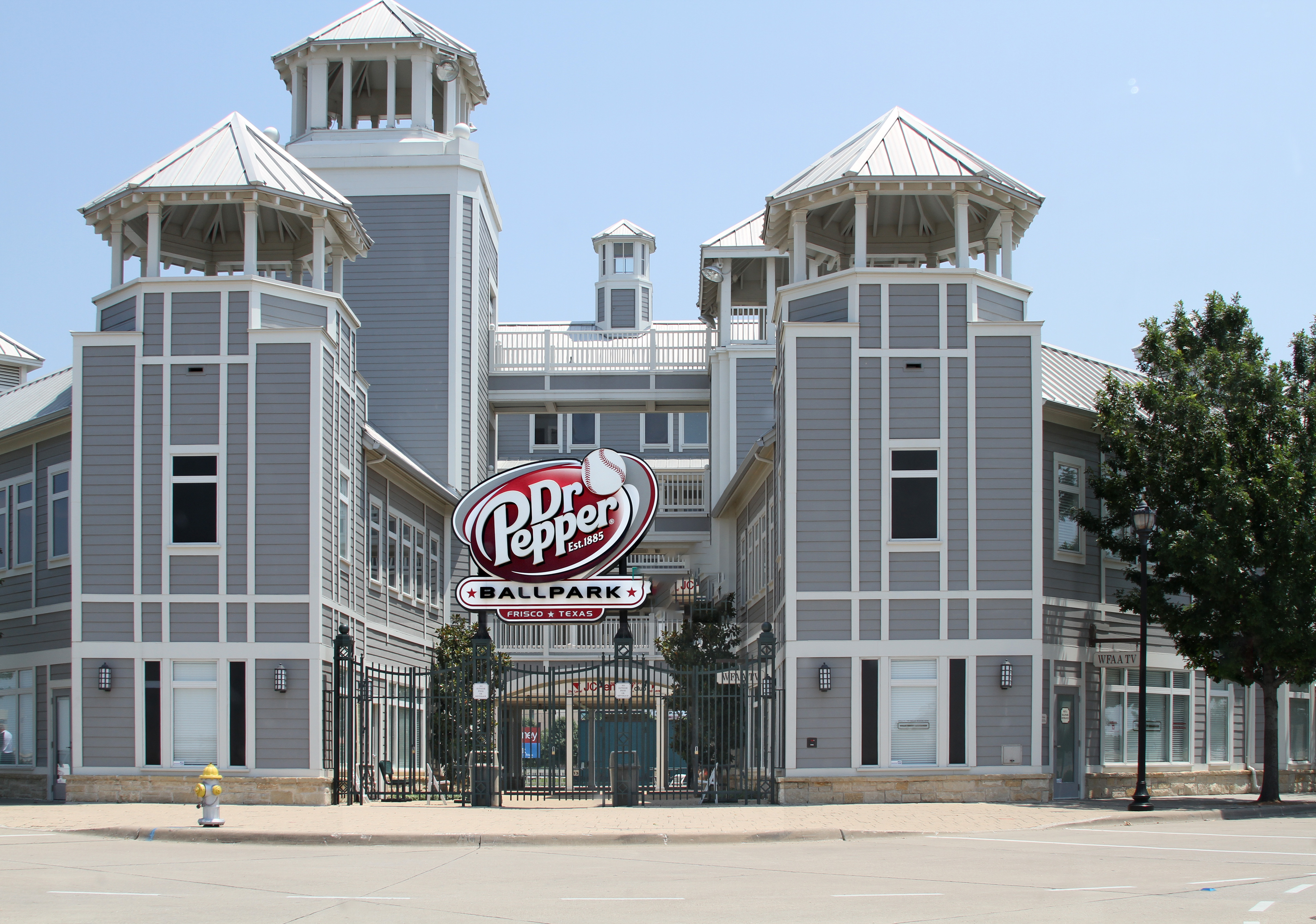
ドクター・ペパー・ボールパークの主玄関

フリスコには様々なスポーツ会場がある。ドクター・ペパー・ボールパークは観客席数10,600の野球場であり、2003年4月3日に最初の野球試合を行った。この年、BaseballParks.comから最良の新設野球場に指名され、最良の建築デザインとして2003年テキサス建築賞も受賞した。トヨタスタジアムは2005年8月6日のオープンであり、観客席数20,500のスタジアムである。主にFCダラスがサッカー場として使っているが、アメリカンフットボールの試合やコンサートにも使われている。ドクター・ペパー・アリーナはホッケーと野球の両方に使える会場であり、NBAゲータレード・リーグのテキサス・レジェンズ、ノースアメリカ・ホッケーリーグ加盟のテキサス・トルネードの本拠地であり、NHLのダラス・スターズは練習会場に使っている。

### サッカー
メジャーリーグサッカーのクラブ、FCダラス（元ダラス・バーン）は以前、ダラスのコットン・ボウルで試合をしていたが、2005年8月にダラス・ノース有料道路とフリスコのメインストリートの交差点角にあるピザハットパークに本拠地を移した。ユースサッカーの大きな国際トーナメントであるダラス・カップが毎年フリスコで開催され、世界中のチームを集めている。

### NCAA
NCAAディビジョンIの競技組織であるサウスランド競技連盟がその本部を2006年にフリスコに移した。2010年2月26日、フリスコのピザハットパークでフットボール選手権予選会（元NCAAディビジョンI-AA）を開催すると発表した。これはこれまでテネシー州チャタヌーガとウェストバージニア州ハンティントンで開催されていたものである。サウスランド競技連盟が主催した最初の試合は2011年1月7日に行われた。

### 野球
ダブルAマイナーリーグのテキサスリーグに所属するフリスコ・ラフライダーズはテキサス・レンジャーズの傘下であり、ドクター・ペパー・ボールパークを本拠地にしている。

### アイスホッケー
NHLに所属するダラス・スターズはフリスコに本拠を置いており、ドクター・ペパー・アリーナで練習を行っている。ノースアメリカ・ホッケーリーグ加盟のテキサス・トルネードが2003年秋からフリスコを本拠地にしており、その後間もなくノースアメリカ・ホッケーリーグも主事務所をフリスコに移した。トルネードはドクター・ペパー・アリーナで主催試合を行っている。

### バスケットボール
NBAデベロップメント・リーグのテキサス・レジェンズは、2010年から2011年のシーズンではダラス・マーベリックスの傘下であり、改修されたドクター・ペパー・アリーナで主催試合を行っている。

### その他
フリスコには屋外自転車競技場であるスーパードームがある。またオリンピックにも使うことができる最新設備の水泳プールがある。